# Giovanni Plazzer
Giovanni Plazzer   (Koper, 30 de setembre de 1909 - valor desconegut, 23 de juny de 1983) va ser un remer italià que va competir durant la dècada de 1930.
El 1932 va prendre part en els Jocs Olímpics de Los Angeles, on guanyà la medalla de plata en la competició del quatre amb timoner del programa de rem. Formà equip amb Bruno Vattovaz, Riccardo Divora, Bruno Parovel i Giovanni Scher.